# Joe Foglietta
Joseph Foglietta, detto Joe (Montréal, 8 marzo 1966), è un ex hockeista su ghiaccio canadese naturalizzato italiano, di ruolo attaccante.

## Carriera

### Club
Cresciuto nella lega giovanile QMJHL tra le file di Chicoutimi Saguenéens e Hull Olympiques, si trasferì nel campionato italiano nella stagione 1987-1988, quando fu messo sotto contratto dall'HC Brunico.
Dopo tre stagioni coi pusteresi, si trasferì a Milano: per due stagioni giocò con l'HC Milano Saima, con cui vinse lo scudetto 1990-1991, e - dopo lo scioglimento della squadra rossoblù - con l'altra squadra meneghina, i Devils Milano, con cui si aggiudicò il secondo scudetto personale.
Un grave infortunio lo costrinse al ritiro a 27 anni.

### Nazionale
In possesso del doppio passaporto, nel 1989 viene convocato in nazionale azzurra (esordio in un'amichevole contro la Finlandia, giocata a Belluno e vinta dagli scandinavi per 3-4).
In maglia azzurra ha disputato poi un'edizione dei mondiali (1991, in gruppo B, con l'Italia prima classificata e promossa in gruppo A), ed una dei Giochi olimpici invernali (Albertville 1992, con l'Italia dodicesima ed ultima)

## Palmarès

### Club
- Campionato italiano: 2

Milano Saima: 1990-1991
Devils Milano: 1992-1993
- President's Cup: 1

Hull Olympiques: 1985-1986